# 제6회 부천국제애니메이션페스티벌
제6회 부천국제애니메이션페스티벌은 2004년 11월 5일에 열린 시상식이다.

## 수상 및 후보

### 본상- GRAND Prize
- 버스데이 보이 - 박세종 수상

### 본상- RECOMMENDATION Prize
- 유니코드 - Vincent DODOUET 수상

### 본상- TREND Prize
- 작은 연못 - 아이자와 다이키 수상

### 본상- NOTICE Prize
- 이상한 나라의 폴 - 김경아 수상

### 본상- VISION Prize
- 몽상 - 이병학 외1명 수상

### 본상- MEMORIAL Prize
- 시간의 남자 - CHEN Kang-wei 수상

### 특별상- 유광선 상
- 볼록이 이야기 - 김진만 수상
- 와이 낫 커뮤니티 - 박용제 수상

### 특별상- 공주영상정보대학장 상
- 궁지에 몰린 로이드 - Nicholas LOSSE 수상

### 특별상- 부천대학장 상
- 그만, 난 나갈래! - Moin SAMADI 수상

### 특별상- 유한대학장 상
- 개구리와 슬리퍼 - 수잔느 세이델 수상

### 특별상- 매니아 특별상
- 애플시드 - 아라마키 신지 수상

### 특별상- 가족 관객 특별상
- 유희왕 - 극장판 - 츠지 하츠키 수상